# Non uniform memory access
Pour les articles homonymes, voir Numa.

Schéma de principe d'une architecture NUMA

En informatique, un système NUMA (pour non uniform memory access ou non uniform memory architecture, signifiant respectivement accès mémoire non uniforme et architecture mémoire non uniforme) est un système multiprocesseur dans lequel les zones mémoire sont séparées et placées en différents endroits (et sur différents bus). Vis-à-vis de chaque processeur, les temps d'accès diffèrent donc suivant la zone mémoire accédée.
Le système NUMA est conçu pour pallier les limites de l'architecture SMP (symmetric multiprocessing) dans laquelle tout l'espace mémoire est certes accessible par un unique bus, mais rend de ce fait inefficaces, par encombrement, les accès concurrents par les différents processeurs. Une architecture plus adaptée devient donc nécessaire pour les systèmes ayant de nombreux processeurs.
NUMA représente une position médiane entre le SMP et le clustering (diverses machines).
ccNUMA est acronyme de « cache coherent NUMA ». Par abus de langage et d'usage, les deux sont devenus synonymes.

## Notions
- un nœud est un ensemble espace mémoire + processeur(s) + entrées-sorties situés sur le même bus
- la distance exprime le nombre de « passages » d'un nœud à un autre (elle induit donc les notions de latence et de débit)

## Facteur NUMA
On nomme ainsi le rapport entre temps d'accès à une mémoire distante et à une mémoire locale.